# Museo Dar Jamaï
El Museo Dar Jamaï (también escrito Dar Jamai o Dar Jama'i) es un museo situado en Mequinez, Marruecos. En él se exponen una serie de artefactos y objetos de arte de la ciudad y otras regiones de Marruecos. Está ubicado en un palacio de finales del siglo xix construido por la familia Jama'i, que también construyó el Palacio Jamai de Fez.

## Historia
El palacio fue construido en 1882 por Mokhtar ben Arbi el Jama'i, quien, junto con su hermano, sirvió como Gran Visir bajo el sultanato de Moulay Hassan (1873-1894). Su familia también construyó el Palacio Jamai en Fez. Cuando Moulay Hassan murió en 1894, su hijo menor, Abd al-Aziz, fue instalado en el trono con la ayuda de Ba Ahmed, uno de los rivales de la familia Jama'i. La familia cayó en desgracia y le fueron confiscados gran parte de sus bienes, incluido el palacio. El palacio fue cedido posteriormente a la familia Glaoui.
En 1912, con la llegada del dominio colonial francés a Marruecos, fue ocupado por los franceses y convertido primero en un hospital militar, luego en un tribunal militar y, finalmente, en 1920, en un "Museo de Artes Indígenas" (es decir, objetos de arte local marroquí). En 1913, los servicios municipales encargaron la construcción de una gran fuente mural en el exterior del palacio, frente a la Place El Hadim, que sigue presente hoy en día.

## Arquitectura
El palacio ocupa un área relativamente grande en el extremo norte de la Place El Hadim en la ciudad antigua. Está diseñado según la arquitectura tradicional marroquí, decorado con madera esculpida y pintada, estuco tallado y coloridos mosaicos zellige. Además de varias habitaciones distribuidas en varias plantas, contiene un gran patio con jardín (riad) con naranjos y un menzeh (pabellón o plataforma de observación). El palacio también contaba con otras instalaciones, incluidas cocinas, una mezquita y un pequeño hamán.
También fue equipado con muebles tradicionales de clase alta una antigua sala de recepción o salón en el piso superior, ricamente decorado y con un techo de cúpula de madera, y se considera uno de los elementos más destacados del museo.
Fuera del palacio hay una gran fuente callejera (ya mencionada), cubierta con un elaborado zellige, que está adosada a la pared exterior del palacio y da a la Place El Hadim. La entrada actual, junto a esta fuente, fue creada recientemente y reemplaza la entrada original que daba a una calle cercana.

## Colección

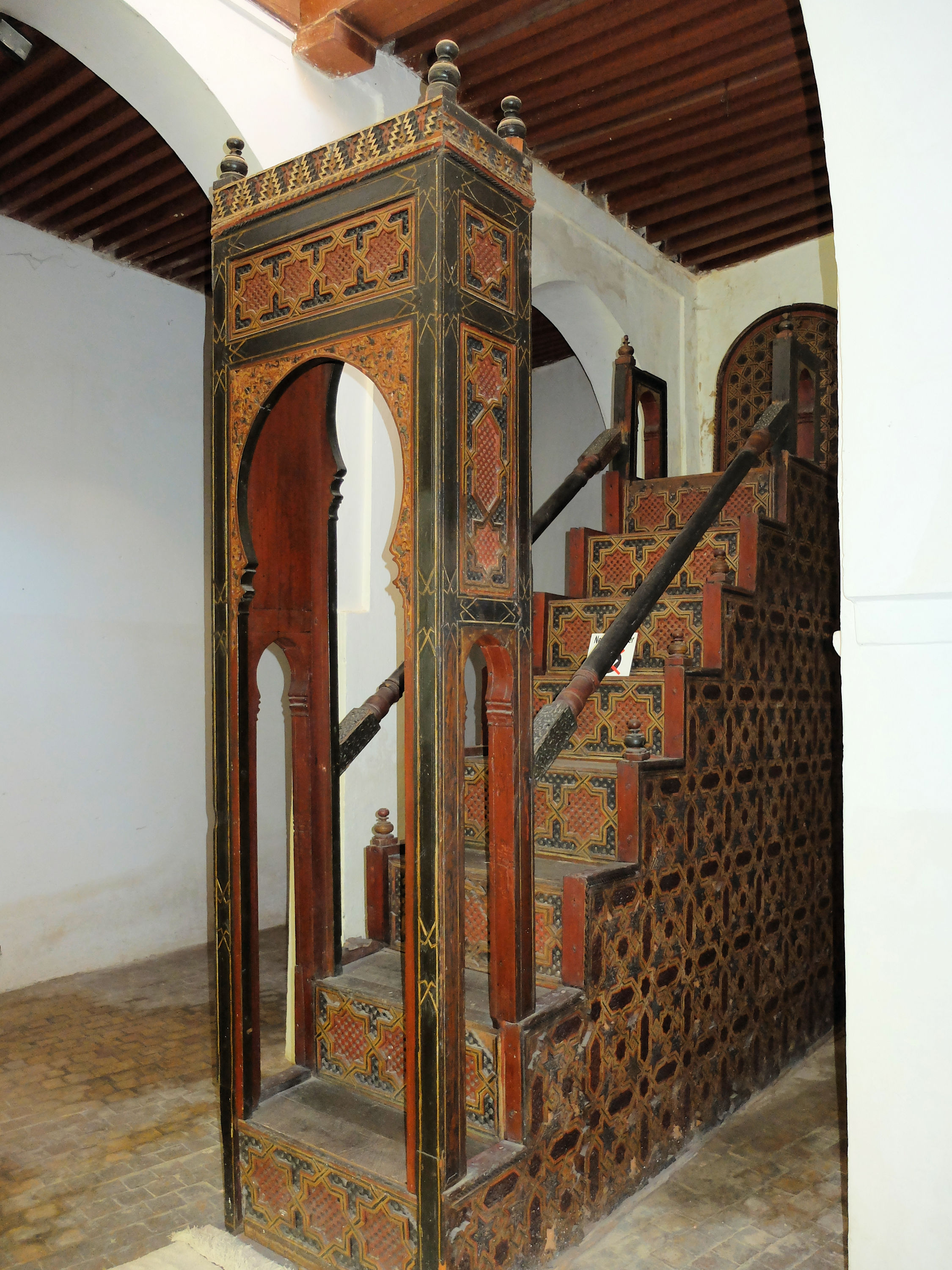
El mimbar de finales del de la mezquita Lalla Aouda, expuesto en el museo.

El museo alberga una variedad de artefactos de Mequinez y sus alrededores, incluyendo cerámicas, objetos de madera, bordados, alfombras y joyas.
La mayoría de los objetos datan de los siglos xix y xx, pero los más antiguos datan del reinado de Ismaíl o antes. Entre estos últimos se encuentran el mimbar y la macsura de madera de la mezquita Lalla Aouda, que datan de finales del siglo xvii, cuando Ismaíl construyó la mezquita.

## Galería

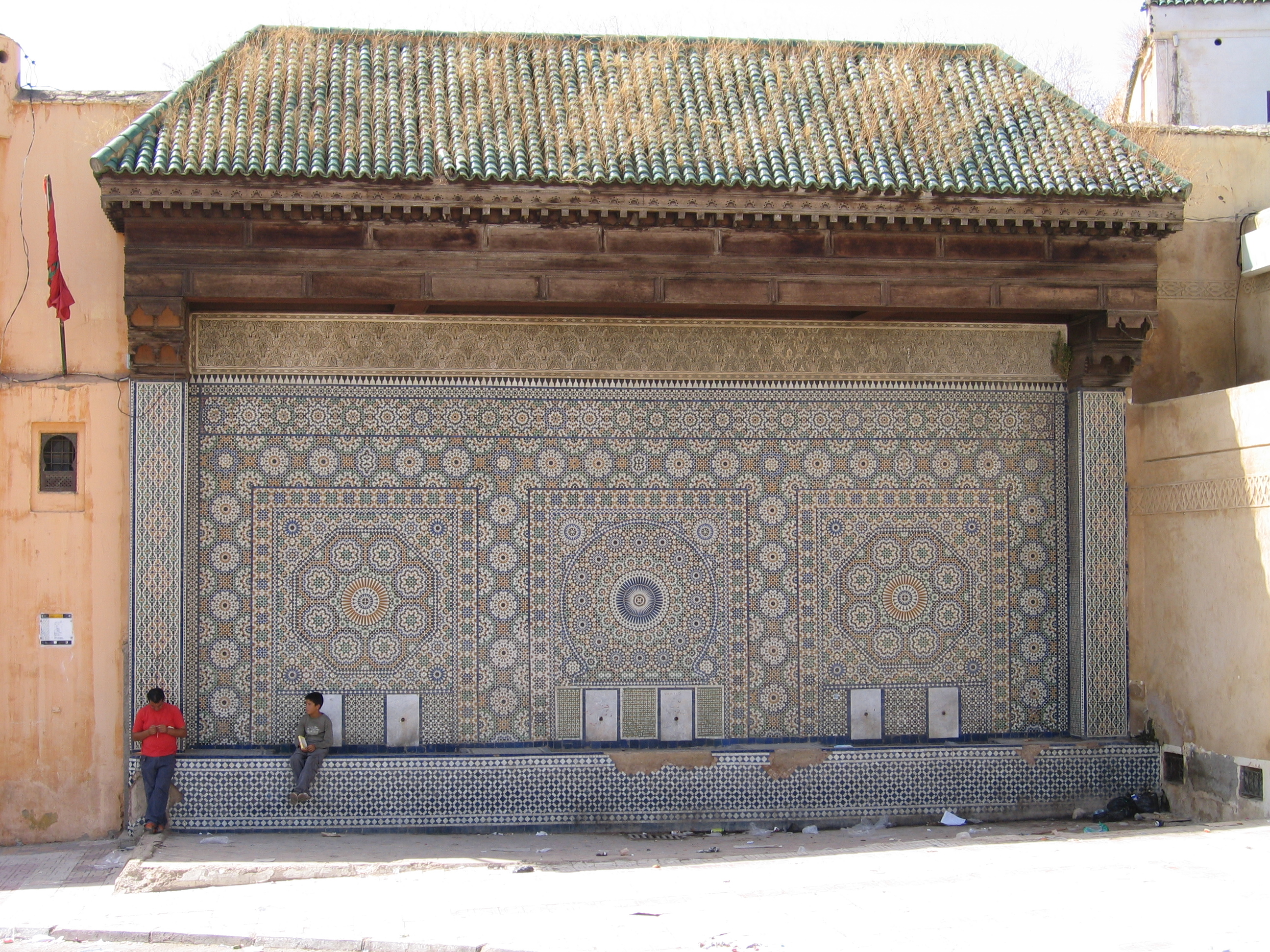
Gran fuente callejera en el muro exterior del palacio, frente a la Place El Hadim.
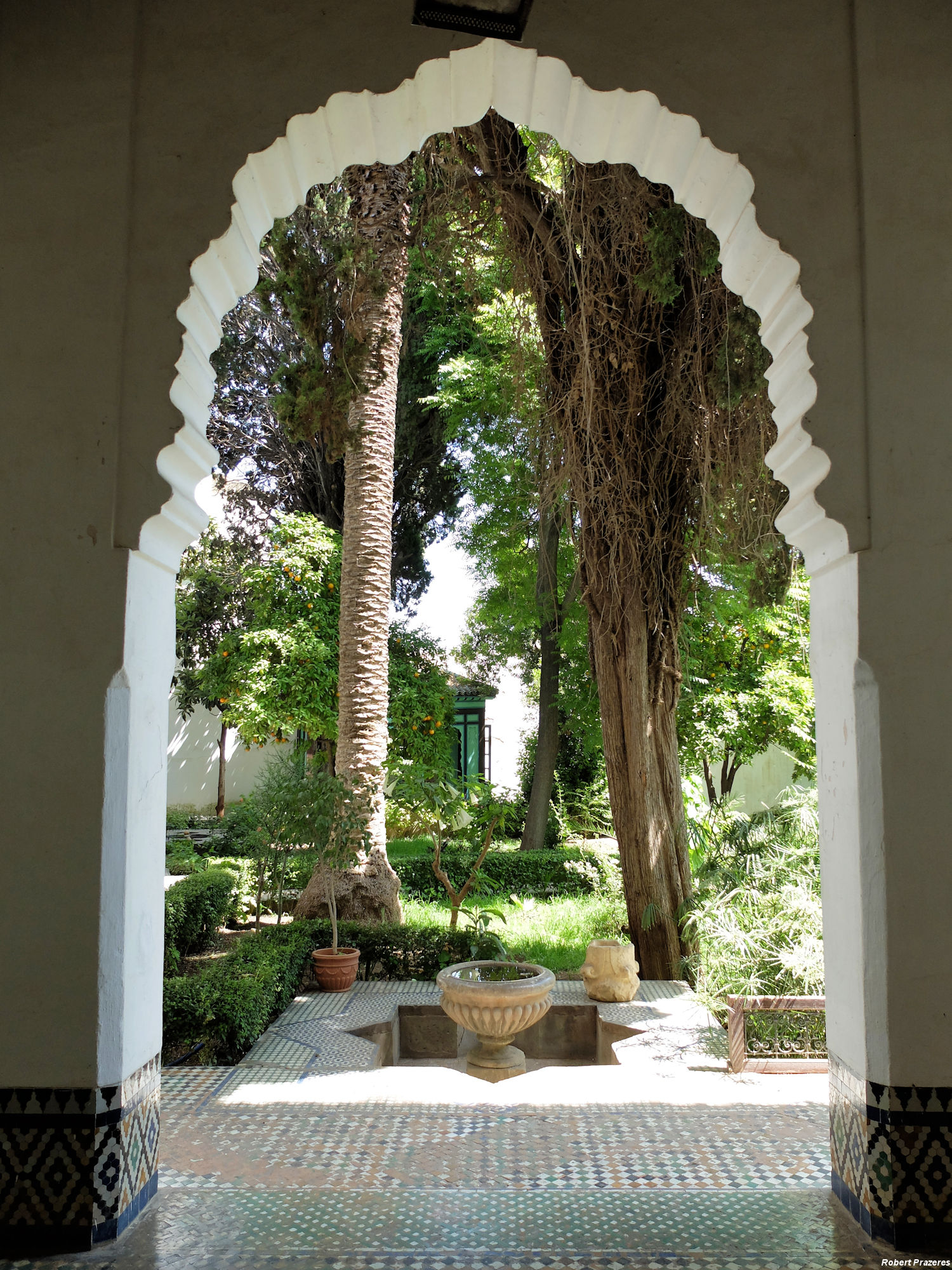
Vista de la fuente y los árboles en el jardín del patio del palacio.
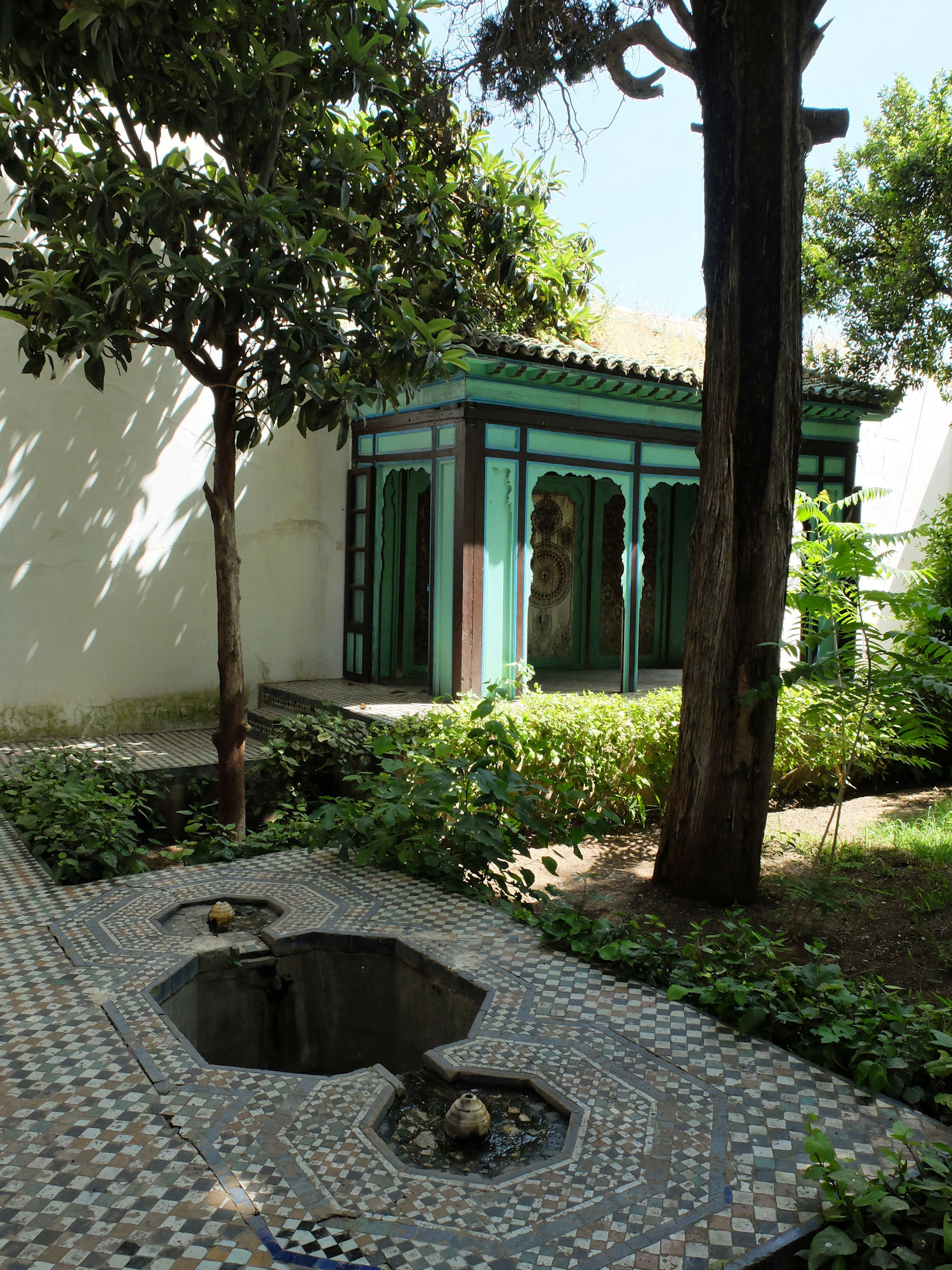
Una fuente y un menzeh (pabellón de observación) en el jardín del patio del palacio.
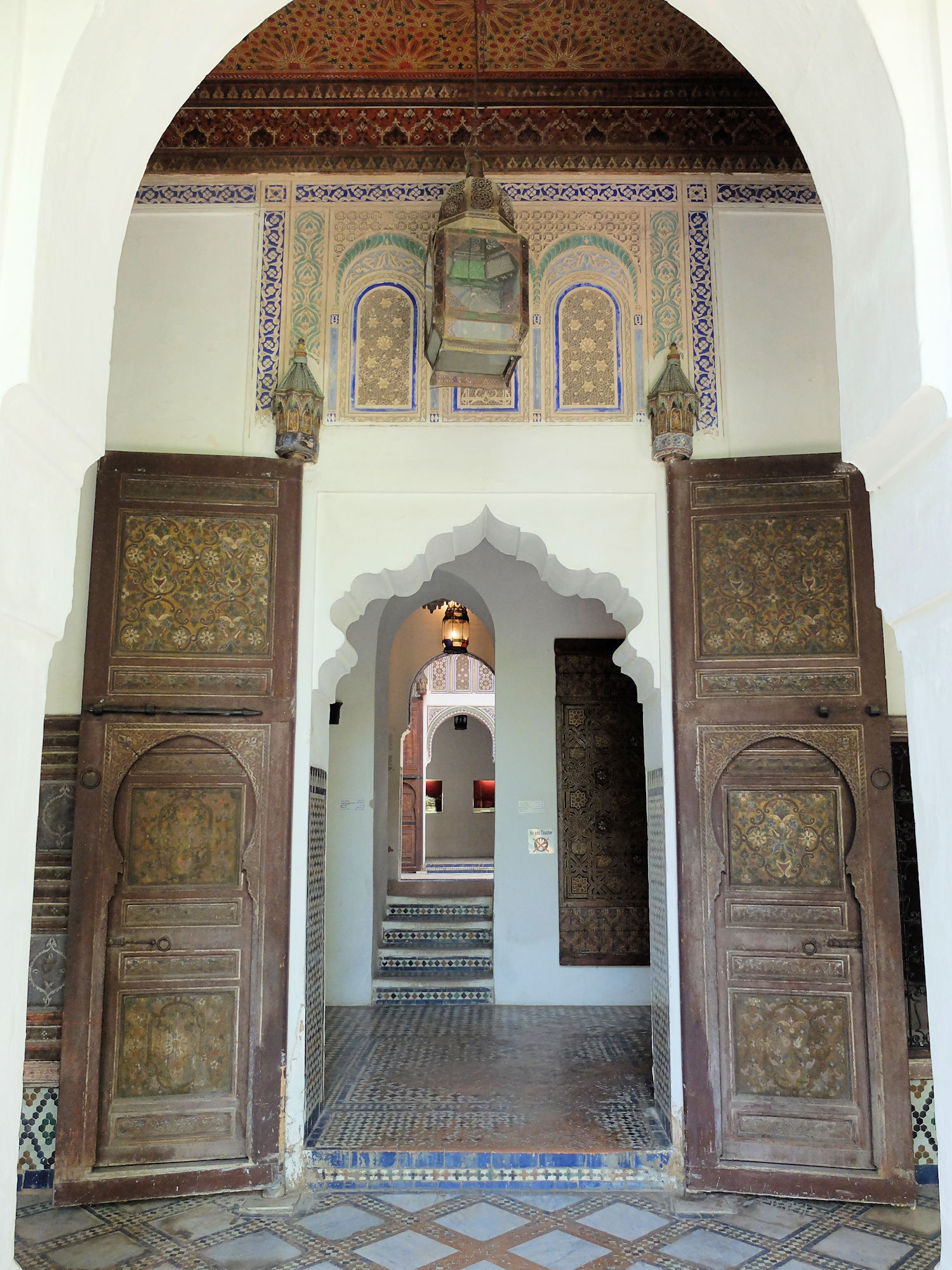
Puertas y estancias del palacio.
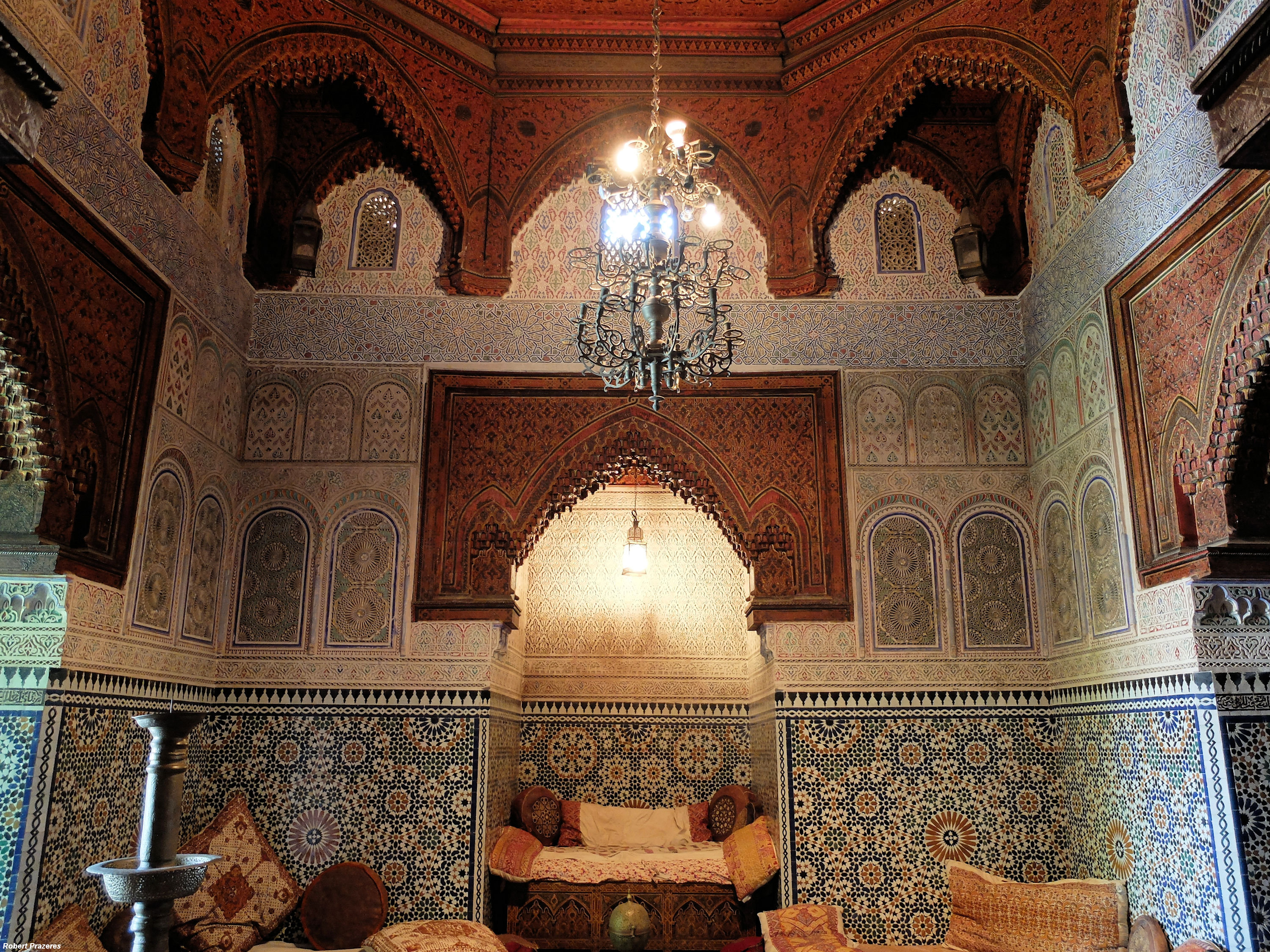
El salón restaurado del piso superior.
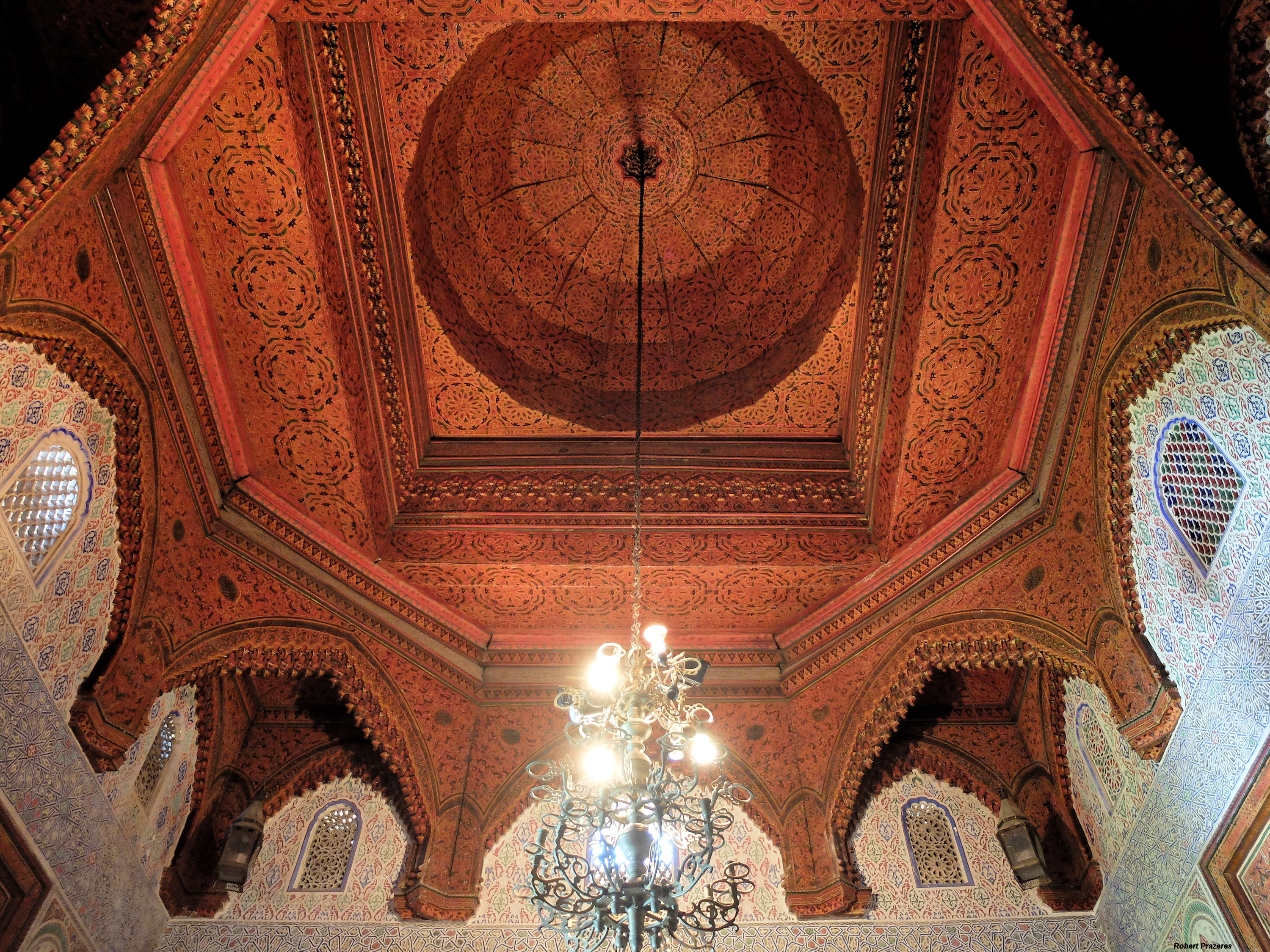
La cúpula de madera sobre el salón restaurado del piso superior.